# Habanastation
Habanastation es un largometraje de ficción cubano, realizado por Ian Padrón y protagonizado por niños actores de la compañía teatral infantil La Colmenita. La película fue producida por el Ministerio de Cultura de Cuba, el Instituto Cubano de Radio y Televisión (ICRT) y el Instituto Cubano del Arte e Industria Cinematográficos (ICAIC).

## Trama
Mayito se pierde durante la marcha del 1º de mayo y llega a un barrio marginal próximo a la Plaza de la Revolución conocido como La Tinta. Aquí se encuentra a un compañero de la escuela quien hasta entonces le había resultado totalmente ajeno. Este será el principal escenario donde Mayito descubrirá la otra Cuba en la que vive Carlos, bien alejada de su lujosa casa en Miramar, a través de una aventura donde se ven unidos e identificados en una historia común.

## Equipo técnico
- Guion: Felipe Espinet
- con la colaboración de Ian Padrón
- Dirección: Ian Padrón
- Dirección de Fotografía: Alejandro Pérez
- Montaje o Edición: José Lemuel
- Música Original: René Baños - Nacional Electrónica
- Argumento: Ian Padrón
- Asistente de dirección: Alejandro Gutiérrez
- Casting: Margarita Soto
- Sonido: Diego Javier Figueroa
- Colaboración especial en la fotografía: Rafael Solís
- Dirección de Arte: Vivian del Valle
- Dirección musical y arreglos: René Baños
- Director Asistente: Hoari Chiong
- Productora Ejecutiva: Vilma Montesinos
- Productora Delegada: Lídice Marrero
- Producción de Rodaje: Noel Álvarez
- Coproductores ejecutivos: Alfredo Calderón, Carlos Alberto Cremata y Esther Hirtzel

## Premios
- Premio a la Mejor Película de Ficción en la categoría Founders prize Best of Fest y el Premio del Público Festival de Traverse City en Michigan, Estados Unidos, 2011
- Premio Glauber Rocha en el XXXIII Festival Internacional del Nuevo Cine Latinoamericano (Premio colateral).
- Premio de la Agencia de Noticias Prensa Latina en el XXXIII Festival Internacional del Nuevo Cine Latinoamericano (Premio colateral).
- Premio de la UNICEF en el XXXIII Festival Internacional del Nuevo Cine Latinoamericano (Premio colateral).
- Premio Vigía en el XXXIII Festival Internacional del Nuevo Cine Latinoamericano (Premio colateral)
- Trofeo Spondylus a Mejor Ficción en el Festival de Cine de Lima